# Guido Krajewski
Guido Krajewski (* vor 1990) ist ein deutscher Filmeditor aus Köln.
Guido Krajewski ist seit Anfang der 1990er Jahre als Filmeditor tätig. 1994 gründete er seine eigene Firma Cut Company in Köln. 2004 wurde er für die Dokumentation Schleyer – eine deutsche Geschichte für den Deutschen Kamerapreis nominiert. Sein Schaffen umfasst mehr als 40 Produktionen für Kino und Fernsehen.

## Filmografie (Auswahl)
- 1996: Der Venusmörder
- 1997–1998: Nikola (Fernsehserie, 14 Folgen)
- 1997–2004: Die Camper (Fernsehserie, 28 Folgen)
- 1998: Schimanski: Geschwister
- 1998–2003: Das Amt (Fernsehserie, 41 Folgen)
- 2000: Die Abzocker – Eine eiskalte Affäre (The Hustle)
- 2001–2006: Wilsberg (Fernsehreihe)
  - 2001:  Wilsberg und der Mord ohne Leiche
  - 2002: Wilsberg und der Tote im Beichtstuhl
  - 2005: Wilsberg: Ausgegraben
  - 2006:  Falsches Spiel
- 2002: Die Frau, die an Dr. Fabian zweifelte
- 2003: Schleyer – eine deutsche Geschichte (Dokumentarfilm)
- 2008: Marie Brand und der Charme des Bösen
- 2008–2014: Mord mit Aussicht (Fernsehserie, 16 Folgen)
- 2008: Freundschaft! Die Freie Deutsche Jugend
- 2010: Tatort: Schmale Schultern
- 2011: Frischer Wind
- 2011: Marie Brand und die Dame im Spiel
- 2011: Tatort: Unter Druck
- 2012: Der Klügere zieht aus
- 2012: Das Millionen Rennen
- 2013: Tatort: Trautes Heim
- 2013: Heldt (Fernsehserie, 1 Folge)
- 2017: Ich gehöre ihm
- 2018: Chaos-Queens: Lügen, die von Herzen kommen (Filmreihe, Film 4)
- 2018: Der Wunschzettel
- 2021: Der Ranger – Paradies Heimat: Junge Liebe
- 2021: Faking Hitler (Fernsehsechsteiler)
- 2023: Morden im Norden (Fernsehserie, 4 Folgen)
- 2023: Mein Vater, der Esel und ich